# Karl Rudolf von Ollech
Karl Rudolf Ollech , von Ollech depuis 1861 (né le 22 juin 1811 à Graudenz et mort le 25 octobre 1884 à Berlin) est un général d'infanterie prussien.

## Biographie

### Origine
Karl Rudolf est le fils du capitaine Christian Ollech (1782-1835) et son épouse Christiane Henriette, née Galant (1777-1859).

### Carrière militaire
Ollech étudie aux écoles de Trèves et de Juliers. Il est ensuite diplômé des maisons des cadets de Berlin et de Potsdam à partir d'avril 1823. Le 26 juillet 1828, Ollech est nommé sous-lieutenant au 16e régiment d'infanterie de l'armée prussienne, dans lequel son père a servi pendant de nombreuses années. Pour une formation complémentaire, Ollech est envoyé à l'école générale de Guerre de 1er octobre 1832 au 30 juin 1835. Il travaille ensuite de 1836 à 1839 comme enseignant à l'école de la 14e division d'infanterie et de 1839 à 1845 à la Maison des cadets de Berlin. Pendant ce temps, Ollech est nommé premier lieutenant le 20 juillet 1843. En 1849, en tant que capitaine et commandant de compagnie dans le 30e régiment d'infanterie, il participe à la campagne de Bade. En 1853, il est nommé major à l'état-major de la 13e division d'infanterie et en 1855 à l'état-major général, où il dirige le département d'histoire de la guerre. Il donne également des conférences à l'Académie de guerre, est membre de la Commission d'études militaires supérieures du corps de cadets et des écoles de division, et en 1858 également à l'École de guerre. Nommé chef de service à l'état-major en 1857, Ollech devient lieutenant-colonel en 1858 et colonel en 1860.
Lors du couronnement du roi Guillaume Ier, Ollech est élevé à la noblesse héréditaire en reconnaissance de ses bons et loyaux services. En 1861, il devient commandant du corps des cadets, et l'on sait avec quelle dureté il s'oppose aux sentiments des députés de l'époque en tant que commissaire du gouvernement au Landtag de 1862, qualifiant les cadets de fleur de la nation. Général de division depuis 1864, Ollech se voit confier le commandement de la 17e brigade d'infanterie.
À la tête de ce dernier, il participe au 5e corps d'armée lors de la guerre de 1866 et est si grièvement blessé par une balle à la cuisse près de Nachod qu'il n'est plus apte au service militaire même après sa convalescence. Le 20 septembre 1866, il est décoré de l'Ordre Pour le Mérite pour ses exploits durant la campagne. À la fin de 1866, il est promu lieutenant général et, à ce titre, Ollech est mis à la disposition du chef d'état-major général de l'armée le 17 janvier 1868. Le 11 juillet 1870, il se voit confier les fonctions de gouverneur de Coblence et de la forteresse d'Ehrenbreitstein. Après seulement deux mois, il est relevé de cette fonction et affecté aux affaires courantes en tant que gouverneur de Strasbourg pendant la guerre contre la France. Après la fin de la guerre, Ollech a été nommé directeur de l'Académie de guerre le 20 mai 1871. Ses nombreuses années de service ont été reconnues le 18 janvier 1873 par la remise de l'Ordre de l'Aigle Rouge de 1ère classe avec feuilles de chêne et épées sur l'anneau et le 22 mars 1873 par la remise du caractère de général d'infanterie. Le 15 décembre 1877, Ollech est mis à disposition avec une pension et, avec la distinction de Grand Commandeur de l'Ordre Royal de la Maison des Hohenzollern, il est chargé de la gestion des affaires en tant que Gouverneur de la maison des Invalides de Berlin. Le 30 avril 1878, Ollech reçoit sa nomination à ce poste.
Il décède le 25 octobre 1884 à Berlin d'une phlébite et est enterré trois jours plus tard dans le cimetière des Invalides.
Ollech, un véritable représentant du soldat prussien dévoué, zélé, rude et dur, mais d'une piété orthodoxe stricte, acquis un nom important en tant qu'auteur de l'histoire de la guerre. Il est notamment rédacteur en chef de l'hebdomadaire militaire.

### Famille
Ollech épouse Anna Penelope Pemberton (1824-1866) à Karlsruhe le 29 octobre 1850. Il a avec elle les enfants suivants :
- Alfred Rudolf (né en 1852), lieutenant-colonel prussien
- Henriette Johanna Julia (née en 1853)
- Lucie Christiane Fanny (née en 1854)
- Karl Hermann (né en 1856), seigneur de Wiesenthal, marié en 1888 avec Caroline August Roeder (né en 1854)[1]

Après la mort de sa femme, Ollech se marie le 12 juin 1867 à Berlin avec Georgiana Jane Pemberton (1822-1913).

## Travaux
- Historische Entwickelung der taktischen Übungen der preußischen Infanterie. Berlin 1848.
- Friedrich der Grosse von Kolin bis Rossbach und Leuthen. 1858 (Digitalisat).
- Die leichte Infanterie der französischen Armee. 1875.
- Geschichte des Feldzugs von 1815. Berlin 1876 (Digitalisat).
- Geschichte des Berliner Invalidenhauses. Berlin 1885.